# Geert Hammink
Geert Hendrik Hammink (Didam, 12 luglio 1969) è un allenatore di pallacanestro ed ex cestista olandese.
È il padre di Shane Hammink, a sua volta cestista.

## Carriera
È stato selezionato dagli Orlando Magic al primo giro del Draft NBA 1993 (26ª scelta assoluta).

## Statistiche

### College
| Anno      | Squadra    | PG  | PT | MP   | TC%  | 3P% | TL%  | RP   | AP  | PRP | SP  | PP   |
| --------- | ---------- | --- | -- | ---- | ---- | --- | ---- | ---- | --- | --- | --- | ---- |
| 1988-1989 | LSU Tigers | 25  | 0  | 8,1  | 46,3 | -   | 40,7 | 2,2  | 0,2 | 0,2 | 0,1 | 2,0  |
| 1990-1991 | LSU Tigers | 27  | -  | 8,4  | 42,3 | 0,0 | 81,8 | 2,9  | 0,4 | 0,3 | 0,1 | 4,6  |
| 1991-1992 | LSU Tigers | 29  | -  | 8,1  | 40,3 | -   | 51,7 | 2,7  | 0,4 | 0,2 | 0,2 | 2,4  |
| 1992-1993 | LSU Tigers | 32  | 30 | 30,3 | 49,7 | 0,0 | 73,0 | 10,2 | 1,9 | 0,9 | 0,9 | 15,3 |
| Carriera  | Carriera   | 113 | 30 | 14,5 | 47,1 | 0,0 | 68,5 | 4,7  | 0,8 | 0,4 | 0,4 | 6,5  |

## Palmarès

### Giocatore
- Campionato tedesco: 3

Alba Berlino: 1997-98, 1998-99, 1999-2000
- Coppa di Germania: 2

Alba Berlino: 1999
Cologne 99ers: 2004
- Coppa di Grecia: 1

AEK: 2000-01

### Allenatore
- Campionato olandese: 1

Leida: 2020-21
- BNXT League: 1

Leida: 2021-22